# Dmitri Nikolajewitsch Torgowanow
Dmitri Nikolajewitsch Torgowanow (russisch Дмитрий Николаевич Торгованов, wiss. Transliteration Dmitrij Nikolaevič Torgovanov; * 5. Januar 1972 in Leningrad, Russische SFSR, UdSSR) ist ein ehemaliger russischer Handballspieler, der zuletzt beim HSV Hamburg spielte. Seine Spielposition im Angriff war am Kreis. Gegen Ende seiner Karriere wurde er überwiegend nur in der Abwehr eingesetzt. Sein Spitzname ist „Pino“. Den erhielt er – noch zu Wallauer Zeiten – von Martin Schwalb und Mike Fuhrig wegen seines eigenwilligen, an die Holzpuppe Pinocchio erinnernden, hölzernen Bewegungsablaufs.
Torgowanow war über viele Jahre Mitglied der russischen Handballnationalmannschaft der Männer und hat 219 Länderspiele für Russland bestritten, in denen er 689 Tore erzielte. Mit der russischen Auswahl gewann Torgowanow eine olympische Goldmedaille, zwei Weltmeisterschaften und eine Europameisterschaft.

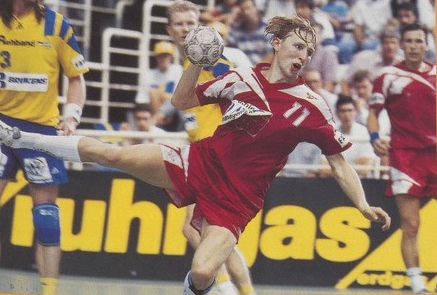
Dmitri Torgowanow im Finale der Europameisterschaft 1994.

Nach seiner Karriere übernahm Torgowanow das Traineramt des russischen Erstligisten GK Newa St. Petersburg. Ab Februar 2015 bis Juli 2017 trainierte er gemeinsam mit Lew Woronin die russische Nationalmannschaft.

## Sportliche Erfolge
- Olympiasieger 2000
- Vizeweltmeister 1999
- Vizeeuropameister 1994
- Europameister 1996
- Weltmeister 1993 und 1997
- Bronzemedaille bei den Olympischen Spielen 2004
- EHF-Pokal 2005 mit TUSEM Essen
- DHB-Pokalfinalist 2006, 2007
- Russischer Meister 1993

## Sonstiges
Torgowanow kam eher zufällig zum Handballsport. In seiner Heimatstadt St. Petersburg gab es drei Sporthallen. In einer wurde Basketball, in der zweiten Handball und in den dritten Leichtathletik betrieben. „Zuerst spielte ich Basketball. Dann wurde diese Halle renoviert und so ging ich in die nächste…“. Torgowanow ist verheiratet und hat ein Kind.

## Galerie
Dmitri Nikolajewitsch Torgowanow bei einem Sprungwurf beim Schlecker Cup 2007

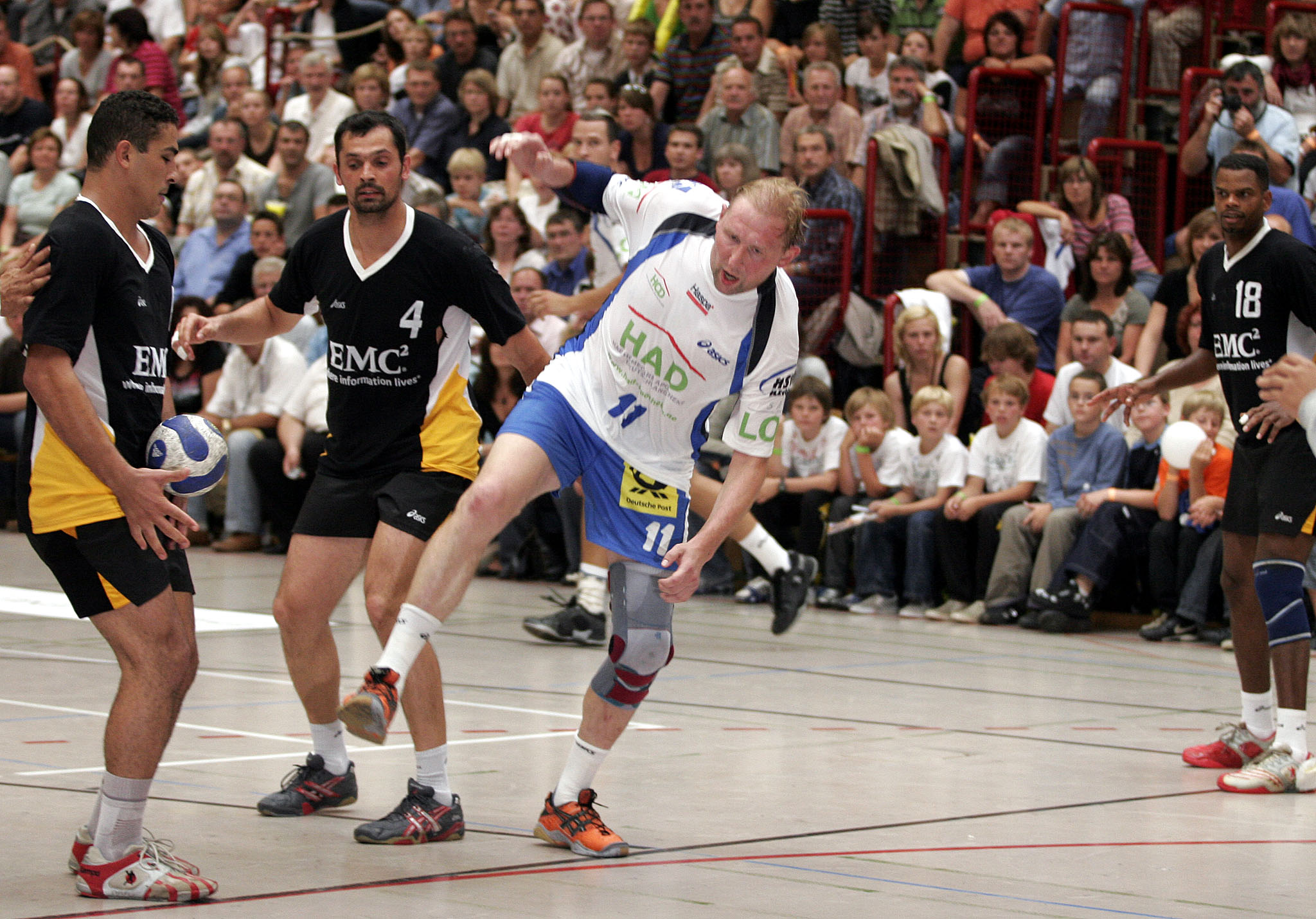
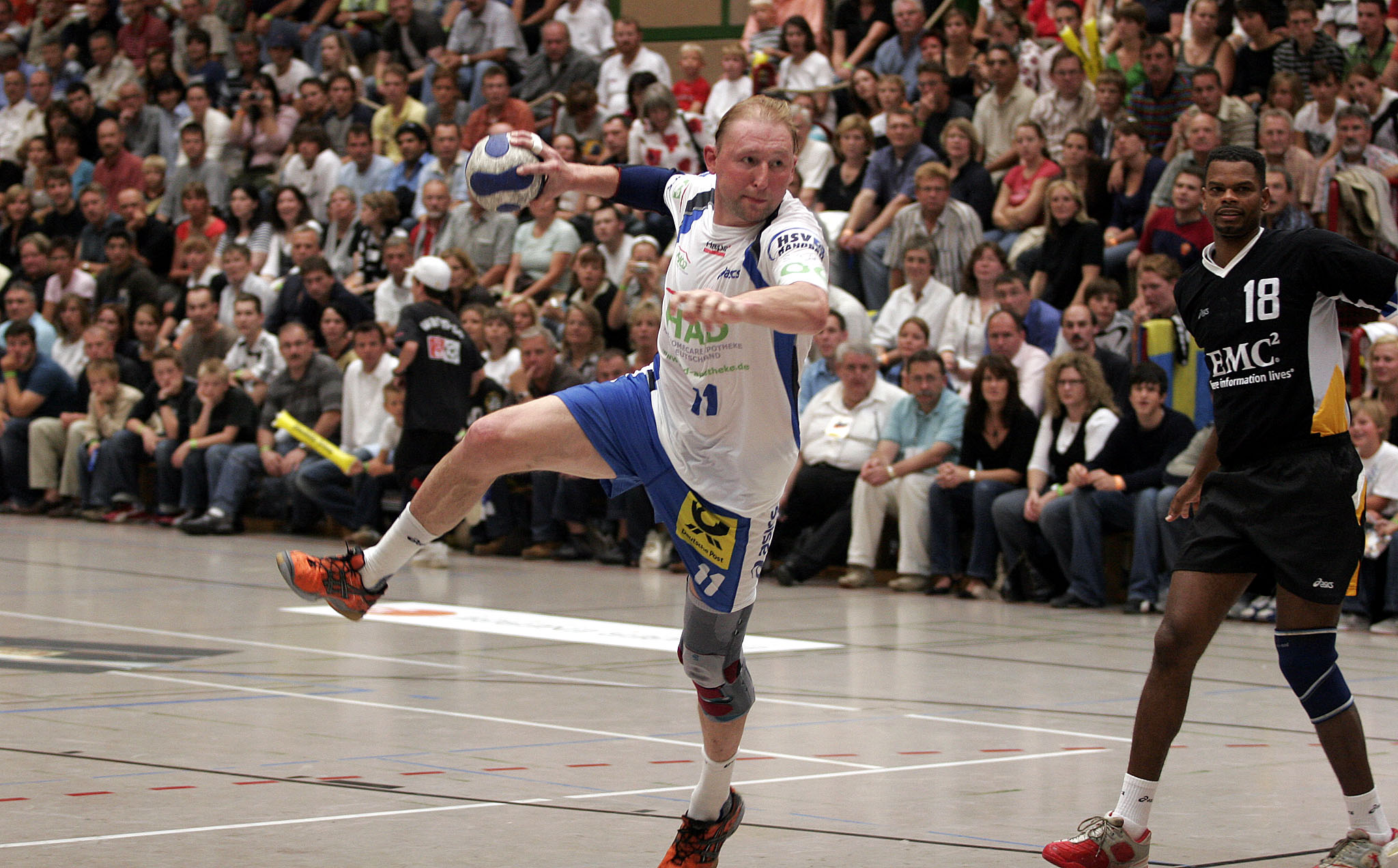
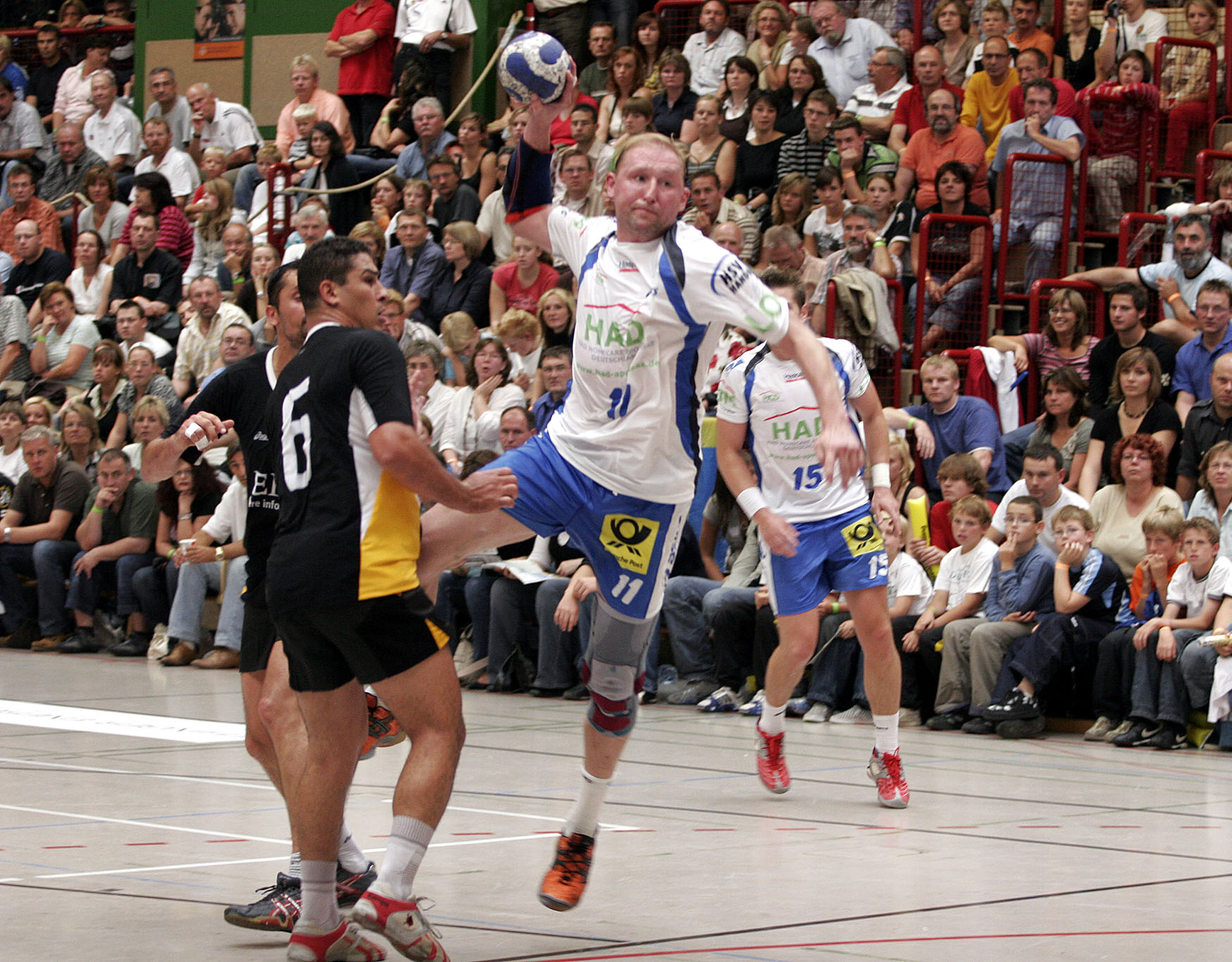